# Teleogramma depressa
Teleogramma depressa är en fiskart som beskrevs av Roberts och Stewart, 1976. Teleogramma depressa ingår i släktet Teleogramma och familjen Cichlidae. IUCN kategoriserar arten globalt som nära hotad. Inga underarter finns listade i Catalogue of Life.